# 쉐보레 콜로라도
쉐보레 콜로라도(Chevrolet Colorado)는 GM 산하 브랜드인 쉐보레의 미드사이즈급 픽업 트럭이다. 2004년에 쉐보레 S-10과 GMCS-150S/Sonoma 소형 픽업을 대체하기 위해 출시했다.

## 1세대
GM의 북미 사업부, GM의 브라질 사업부, 이스즈가 공동으로 설계했다. GMT345에 기반을 둔 허머 H3의 기반 GMT3555를 기반으로 한다. 대부분의 모델은 2.8L LK5I4 엔진을 표준 사양으로 제공하지만, 보다 강력한 3.5L패키지는 4도어에 제공되며 다른 모델에서는 옵션으로 제공했다. 4도어는 4단 자동변속기가 기본이다. 8K8 에디션은 표준 4K5보다 낮고 더 많은 로드 튜닝"스포츠"서스펜션이 장착되어 있으며, 17인치 휠, 컬러 매칭 범퍼 및 그릴, 로우 프로파일 펜더 플레어가 적용되었다. 또한 다른 프론트 범퍼, 리어 범퍼, 사이드 스커트, 펜더 플레어, 그릴, 헤드 라이트 및 18인치 휠을 가진 Xtreme이 있다. XtremeEdition은 기본적으로 이전 버전인 쉐보레 S-10의 트림 패키지를 판매하였다. 2007년에 2.9L LLVI4,3.7L LLR4로 교체하여 LT및 LTZ모델의 그릴 및 내부를 약간 변경했다. 2009년에 5.3L LH8V8이 추가되어300마력을 자랑하며, 블루투스 핸즈프리 전화 시스템을 옵션으로 적용했다. 디스크가 6개인 CD체인저는 싱글 디스크 CD2 MP3플레이어와 표준 A/M-F3M라디오(2개, 4개 또는 6개 스피커 오디오 시스템 포함)도 함께 사용할 수 없게 되었다. 이후 대부분의 트럭은 표준 장비로 알로이 휠을 받았으며, 광택 및 크롬 도금 휠(옵션)을 16,17또는 18인치를 기본으로 적용했다. 이후의 베이스 모델 트럭만이 16인치 강철 휠을 받았으며 새로운 휠 디자인이 되었다.

## 2세대

### 오스트레일리아, 뉴질랜드 사양
2011년 호주 국제 모터쇼에서 공개되었고 2012년 6월 태국 라용 공장에서 수입된 호주와 뉴질랜드에서 판매에 들어갔다. 호주와 뉴질랜드에서 콜로라도는 홀덴 마크가 달린다. 2.8L터보 디젤 엔진만 제공된다. DX(싱글 캡 섀시만 해당), LX(섀시만 해당), LT및 LTZ의 4가지 트림 레벨이 있다.
태국에서 콜로라도의 생산은 2020년 말에 종료되었으며 GM의 라용 공장은 그레이트 월에 매각될 예정이다.

### 미국형
2013년 11월 20일 LA 오토쇼에서 공개되었다. 최초 출시 당시 콜로라도는 2.8L 터보 디젤 엔진 또는 V6 3.6리터 DOHC 가솔린 직접분사 엔진을 탑재했다. 2.8L 터보 디젤 엔진이 2016년에 추가된 것은 미국 시장에서 처음이다. Z71은 가장 높은 트림 레벨로, LT트림 레벨에 독특한 알루미늄 알로이 휠, 비닐 및 천 조합 시트 표면, 검은 색 프론트 그릴 등의 장비를 추가했다. 2017년에 핸즈 프리 통화 및 무선 스테레오 오디오 스트리밍을 위한 블루투스가 장착된 표준 7인치 쉐보레 마이링크가(AppleCarPlay및 Android스마트폰 통합, A3M-F4M라디오 및 보조 및 USB 오디오 입력)가 적용되어 6개의 스피커가 있다. 수동변속기는 2019년에 삭제되었다. 타이어는 올 터레인(AT)이 적용된다.
2세대부터 세인트루이스 서쪽의 웬츠빌 공장에서 생산한다.
대한민국에는 GM 한국사업장을 통해 수입, 판매한다. 닷지 다코타가 2011년에 단종되어 수입이 중단된 후 2번째로 대한민국에 정식 출시하는 미국산 가솔린 엔진 장착 미드사이즈급 픽업 트럭이며, 화물차로 형식 승인을 받았다. 312마력 V6 3.6L DOHC 가솔린 직접분사 엔진과 8단 자동변속기가 장착되며, 대한민국 복합연비는 8.3km/L다. 2019년 서울 모터쇼에서 공개되었으며, 같은 해 8월 26일에 사전 계약을 받아 동년 11월에 인도를 시작했다. 코미디언 겸 MC 윤택에게 2세대 콜로라도의 대한민국 정식 출시 1호차가 인도됐다. 1988년 대우 맥스 픽업이 단종된 이후 대우의 픽업 트럭은 31년 동안 공백이었다가, 2019년 8월 정신적 후속 모델로 출시되었다.
2020년 6월에 앞 범퍼를 변경한 페이스리프트 모델이 공개되었으며, 대한민국에도 동년 8월 24일부터 사전 계약을 받은 후 9월 15일에 출시했다. 뒤쪽 적재함 데크에는 보타이 마크 대신 CHEVROLET 글자가 음각되어 있다.

## 3세대
2022년 7월 28일에 공개했고, 2023년 1월 24일부터 웬츠빌 공장에서 양산에 들어갔다. 312마력 V6 3.6리터 DOHC 가솔린 직접분사 엔진을 314마력 직렬 4기통 2.7L 가솔린 터보 엔진으로 교체했다. 8단 자동변속기는 플로어체인지식을 유지하고, 자동변속기 왼쪽에 다이얼식 구동조정 레버가 장착된다. 디젤 엔진은 제외됐다.
2세대 후기형 모델처럼 뒤쪽 적재함 데크에는 CHEVROLET 글자가 음각되어 있으며, 적재함 데크 도어에도 수납함을 마련했다. 적재함 안쪽에는 쉐보레의 보타이 마크가 양각되어 있다. 적재함 측면에는 파워 아웃렛이 장착되며, 대한민국 판매분에는 대한민국 사정에 맞게 220V 아웃렛이 장착된다. 앞/뒤 범퍼에는 여전히 길쭉한 번호판을 장착할 수 없다. 타이어는 올 터레인(AT)이 적용된다.
2세대에서 지적받은 편의장치 부족 문제를 반영하여 전자식 주차 브레이크(EPB), 버튼시동 스마트키, 운전석 전동 시트, 11인치 센터 모니터, 앞좌석 통풍 시트 등을 기본 사양으로 마련했다. 다만 EPB가 신설됐음에도, 오토 홀드 기능은 없다. 어댑티브 크루즈 컨트롤, 하체 카메라, 선루프, 20인치 휠, BOSE 카스테레오 유닛 등은 옵션이다.
대한민국에는 2024년 7월 15일에 정식 출시했으며, 복합연비는 8.1km/L다. 편의사양을 대거 추가한 것과 더불어 미국 현지 가격이 많이 오른 데다가 달러 환율의 영향으로 출시 가격이 크게 인상됐으나, 초도 물량 400대가 완판됐다.

## 경쟁 차량
- 쌍용 렉스턴 스포츠
- 포드 레인저
- 지프 글래디에이터